# Zodarion algarvense
Zodarion algarvense là một loài nhện trong họ Zodariidae.
Loài này thuộc chi Zodarion. Zodarion algarvense được Robert Bosmans miêu tả năm 1994.